# Athyrium chungtienense
Athyrium chungtienense är en majbräkenväxtart som beskrevs av Ren-Chang Ching. Athyrium chungtienense ingår i släktet Athyrium och familjen Athyriaceae. Inga underarter finns listade.